# Skurubroarna

Skurubroarna är två bågbroar över Skurusundet i Nacka kommun utanför Stockholm. Västra sidan är i landskapet Södermanland och östra sidan är i landskapet Uppland.
Broarna har uppförts i tre etapper, 1915, 1957 och 2023. Tidigare kallades de två äldsta broarna tillsammans för Skurubron. Vid invigningen av den nya bron 2023 övertog den namnet Skurubron, medan de äldre fick heta Gamla Skurubron. Över Skurubron leder länsväg 222, även kallad Värmdöleden.
Efter byggandet av den nya Skurubron kommer Gamla Skurubron att renoveras och byggas om. Den brohalva som idag leder mot Stockholm blir ett separat gång- och cykelstråk över sundet och den andra brohalvan kommer att nyttjas av lokaltrafiken.

## Historik

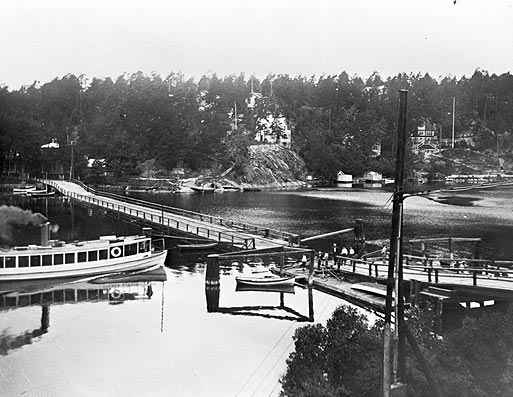
Flottbron, före 1915.

Den första bron över Skurusundet var en flottbro som byggdes omkring 1830 av det privata företaget Wermdö Brobyggnadsbolag. Platsen var det gamla färjestället vid sundet. Ansvarig för bygget var ingenjören Immanuel Nobel, far till Alfred Nobel. Roddbåtar och segelbåtar med fällbar mast kunde passera bron fritt genom ett särskilt broavsnitt. För högre fartyg fanns en öppningsbar del. Till flottbron hörde också en reservfärja som användes i fall att man inte kunde stänga bron. Flottbron förnyades 1875 och reparerades 1894 då den överlämnades till Gustavsbergs Fabriker. För passagen över bron fick man betala en broavgift.

## De nuvarande broarna

### Första högbron

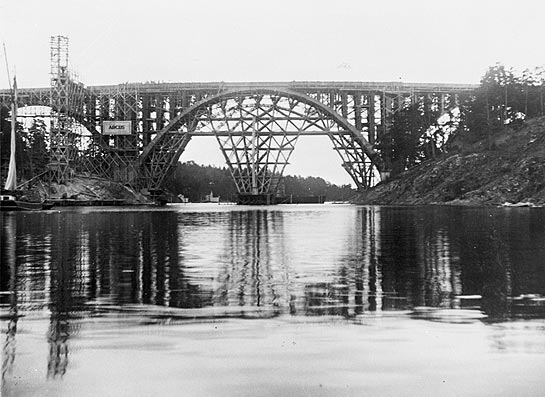
Högbron med byggställning, 1915

Öppning och stängning av flottbron var en besvärlig procedur, därför beslöt Gustavsbergsbolaget att låta bygga en högbro där vatten- och vägtrafiken kunde passera fri. Till en början skulle det bli en järnkonstruktion. När sedan byggnadsentreprnören Arcus AB fick uppdraget bestämde man sig för en valvbro i armerad betong, ett vid tiden oprövat material för konstruktioner av denna storlek. 
År 1914 uppfördes efter den välkände brokonstruktören Axel Björkmans ritningar av hans firma Arcus AB en 284 meter lång valvbro med en 72 meter stor båge 32 meter över farleden. Bron var från början 6,7 meter bred och har vid hjässan en tjocklek av 1,05 meter. Stödbågarna har en fri spännvidd av cirka 49 meter och en höjd om 21 meter. Bron är utförd i 5 400 m³ betong i Visbycement, varav 3 700 m³ armerad betong. Arbetet utfördes från april 1914 till juli 1915. Vid konstruktionsritningarna biträdde Björkmans medarbetare civilingenjör Tor Kempe. Det var då fråga om Nordeuropas största betongbro. Rådgivare i arkitektoniskt hänseende var arkitekten Lars Israel Wahlman. 
En av de stora utmaningarna var att uppföra byggnadsställningen för brons huvudvalv. För det uppmuddrades en konstgjord ö mitt i farrännan, som här är mellan sex och tio meter djup. Ön bestod av sandmassor, förstärkt med grova träpålar. Från den restes en monumental ”solfjäderformad” byggställning som bar upp gjutformen. Ställningen var beräknad att kunna bära en last av 2 000 ton. När man åtta veckor efter gjutningsarbetena tog bort ställningen under mittvalvet sjönk detta endast 4 millimeter. Den konstgjorda ön muddrades sedan bort igen.
Byggarbetena sammanföll med första världskriget. Som mest var 120 man anställda vid brobygget, men minskades till omkring 70 personer som följd av den allmänna mobiliseringen under kriget. Bron invigdes den 18 oktober 1915 av kung Gustaf V. Bygget kostade 276 000 kronor och var en teknisk storbragd för sin tid.
Den första högbron utgör nu den södra halvan av Gamla Skurubron.

### Andra högbron
Gamla Skurubron består numera av två parallella broar med identiskt utseende varav den andra, norra bron byggdes 1953–1957 av företaget Nya Asfalt AB. Samtidigt renoverades den ursprungliga bron från 1915 och breddades till ca 10,4 meter för att rymma en separat gång- och cykelbana. Broarna var inte av motorvägsstandard (saknade vägren) och inte skyltade som motorväg, eftersom man tillät långsamtgående trafik då det var den enda fasta förbindelsen till Värmdön.

### Nya Skurubron

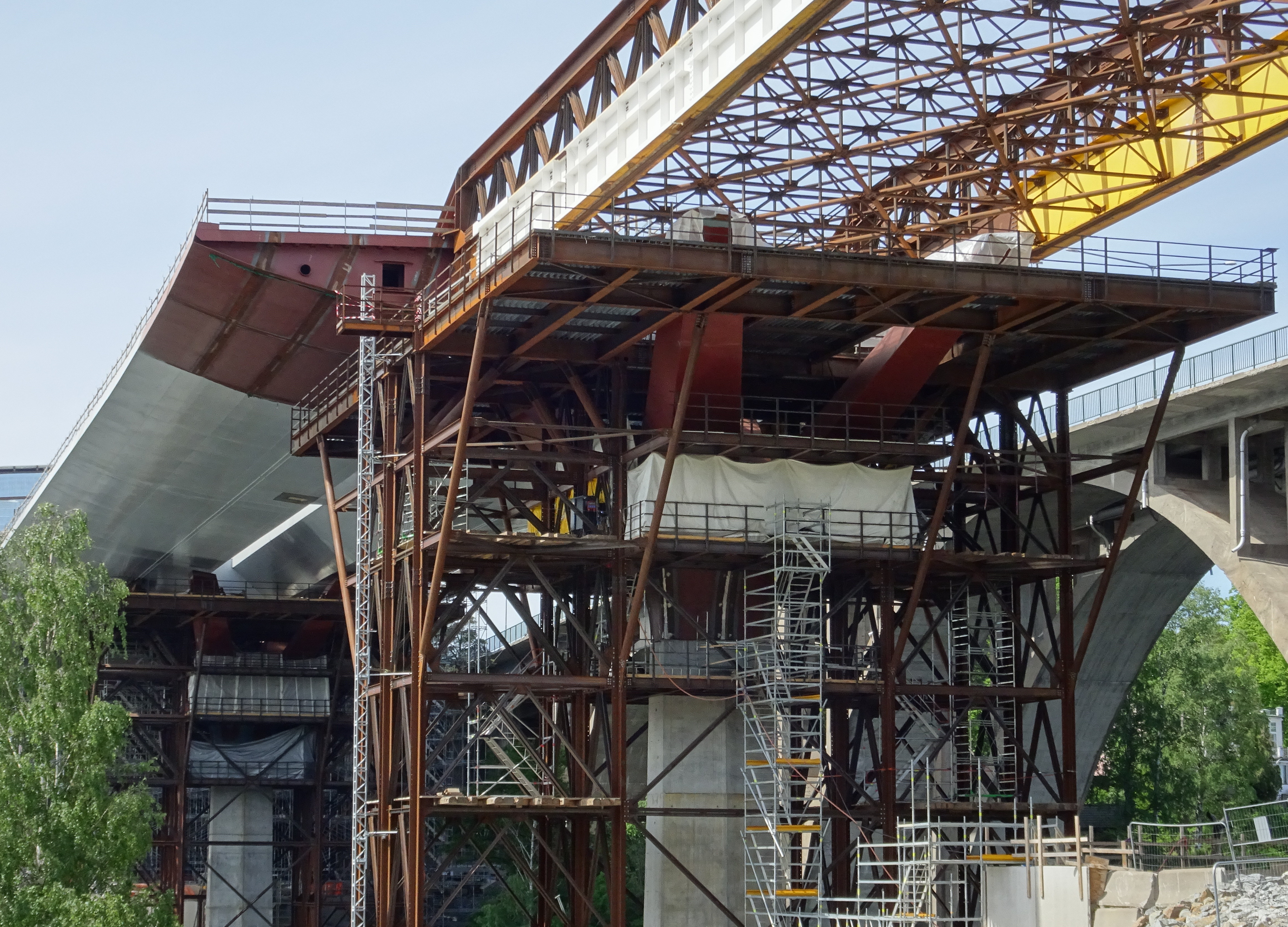
Byggarbeten i juni 2022.

För att tillgodose behovet av den ökande trafiken från Värmdö beslöts att bygga en ny Skurusundsbro söder om den gamla, och att finansiera detta projekt med infrastrukturavgift. För att få fram den bästa lösningen utlyste Trafikverket mellan oktober 2011 och januari 2012 en inbjuden arkitekttävling vars uppgift var att utforma en ny högbro som samspelar med befintlig bro och den omgivande kulturhistoriskt värdefulla miljön samt att uppfylla höga estetiska krav. Juryn bestod av representanter från Trafikverket, Nacka kommun och Sveriges Arkitekter. Det vinnande förslaget med mottot Kontrapunkt lämnades av den danska arkitektbyrån Dissing+Weitling. En detaljerad vägplan togs fram av Trafikverket 2013–2015 och vann laga kraft i december 2016 efter att överklaganden avvisades. Tillstånd om vattenverksamhet för projektet godkändes av mark- och miljödomstolen i april 2018. 
Den nya Skurubron fick ett helt annat utseende än den befintliga. Konstruktionen blev en kontinuerlig balkbro som spänner i en svag böj över sundet. Den fick sex spann upplagda på fem mellanstöd. Dessa är Y-formade upptill och bär upp två stållådor med brobanor som har tre körbanor vardera. Konstruktör är ELU konsult. Beslut om upphandling av entreprenör överklagades till både förvaltningsrätten och kammarrätten där valet av den italienska entreprenören Itinera S.p.A. slutligen fastställdes av högsta instans i december 2018. Byggstart var i december 2019. Den nya bron öppnade för trafik 2023 och hela projektet inklusive ombyggnad av den gamla bron beräknas blir färdigt 2025. Kostnaden beräknas till cirka 1,3 miljarder kronor, då ingår även upprustning av den gamla bron.
Den 1 juli 2023 öppnade den nya bron för trafik mot öster och den 14 juli öppnades den nya bron även för trafik mot väster.
Passage över nya Skurubron är avgiftsbelagt med fyra kronor från 1 oktober 2023. Passage över gamla Skurubron är avgiftsfri.

#### Fakta
- Byggherre: Trafikverket Region Stockholm.
- Arkitekt: Dissing+Weitling
- Konstruktör: ELU Konsult
- Entreprenör: Itinera S.p.A.
- Längd: 373 meter
- Bredd: 2 x 15,3 meter
- Segelfri höjd: 30 meter

#### Bilder

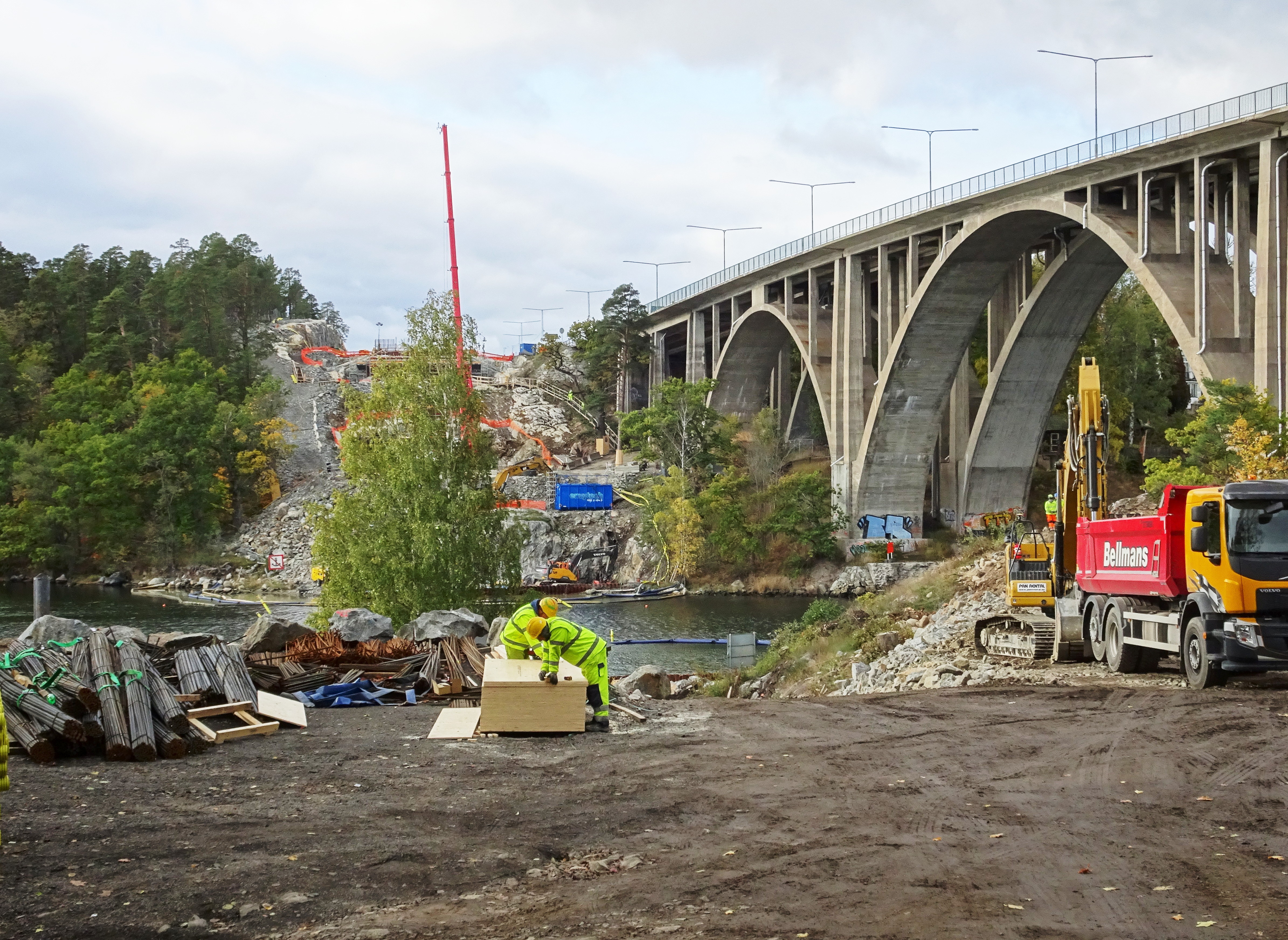
Nya Skurubron, arbetsplatsen i oktober 2020, vy västerut, t.h. syns den gamla bron.
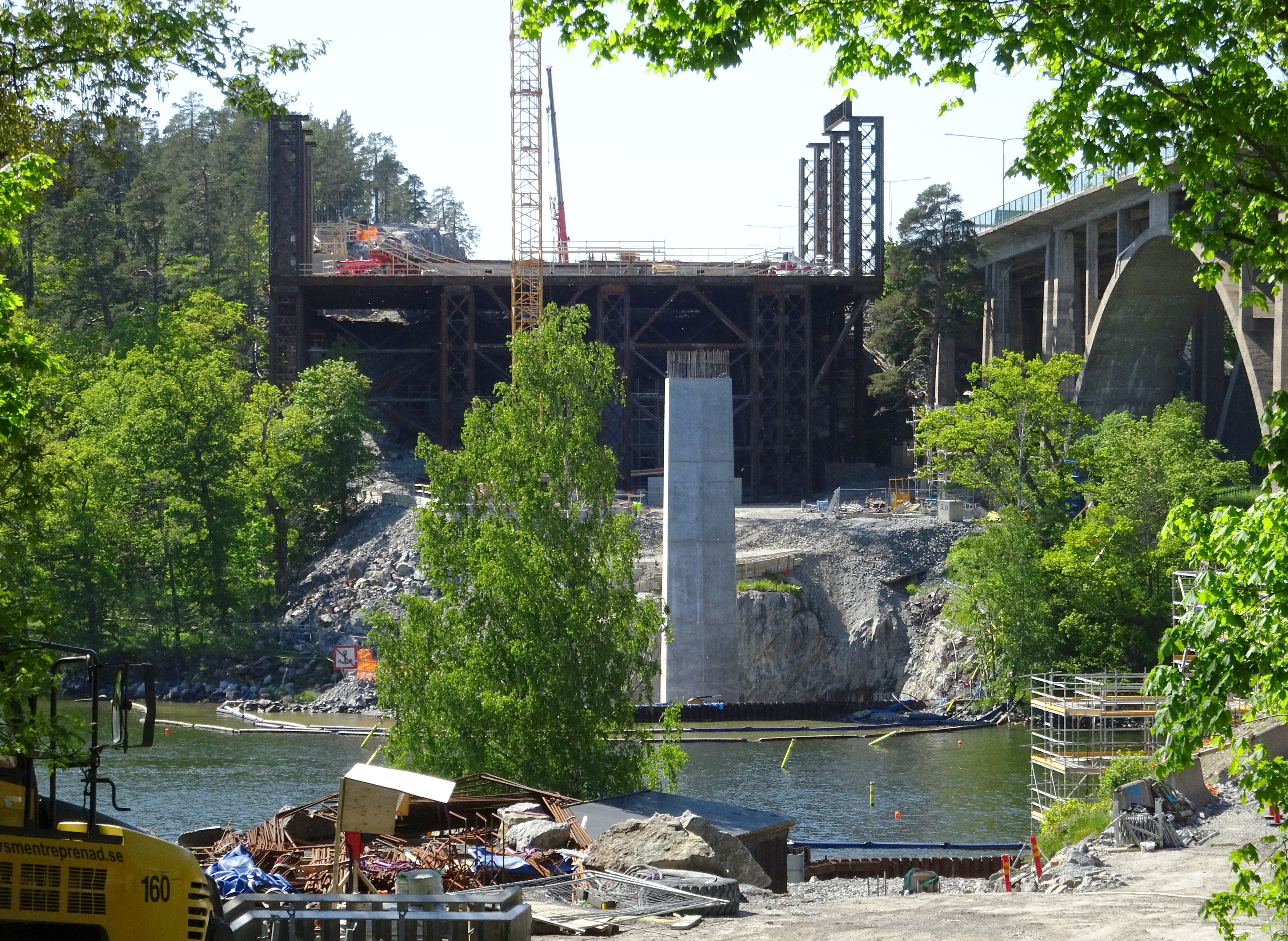
Byggarbeten i maj 2021.
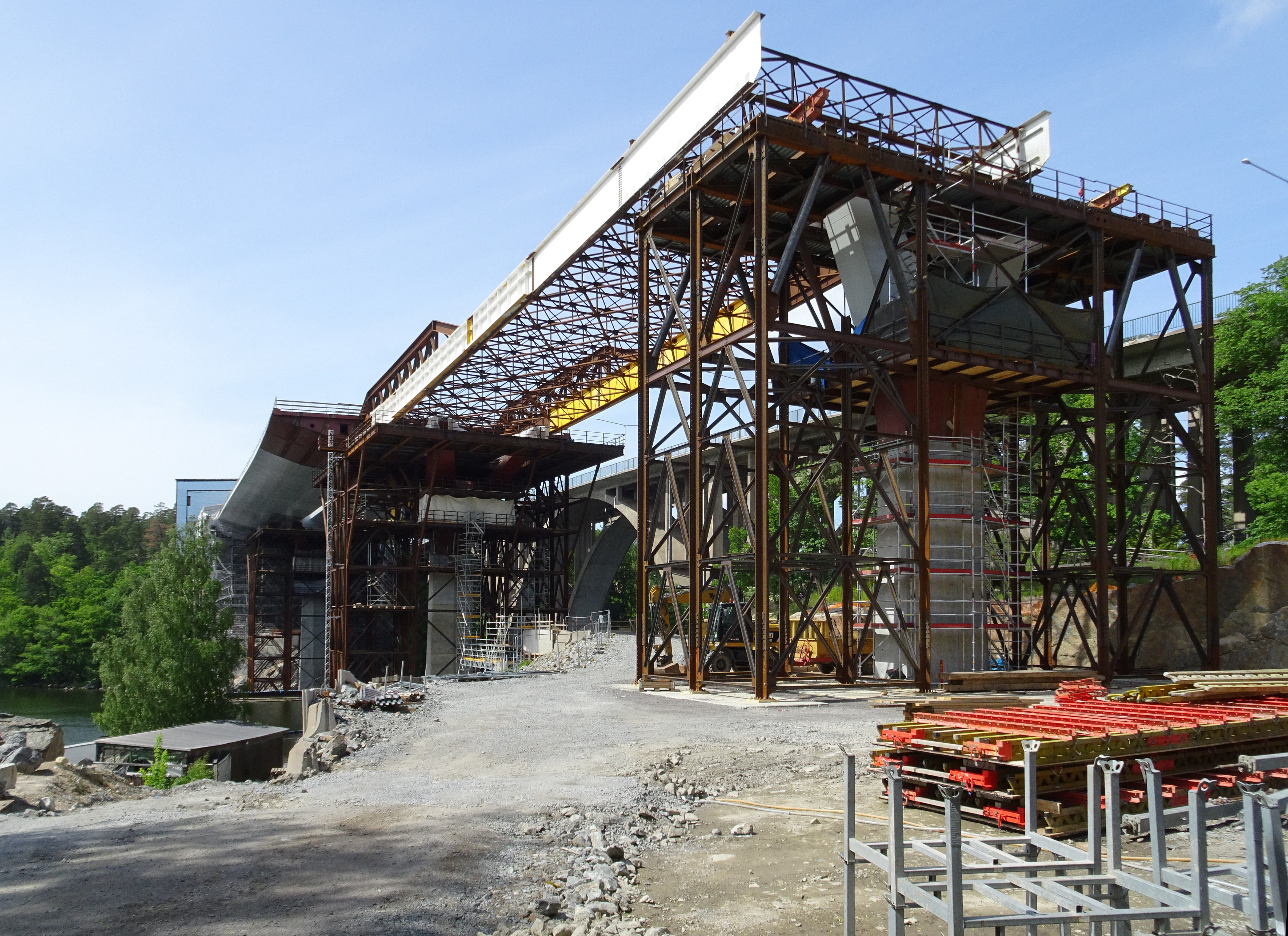
Västra brofästet i juni 2022.
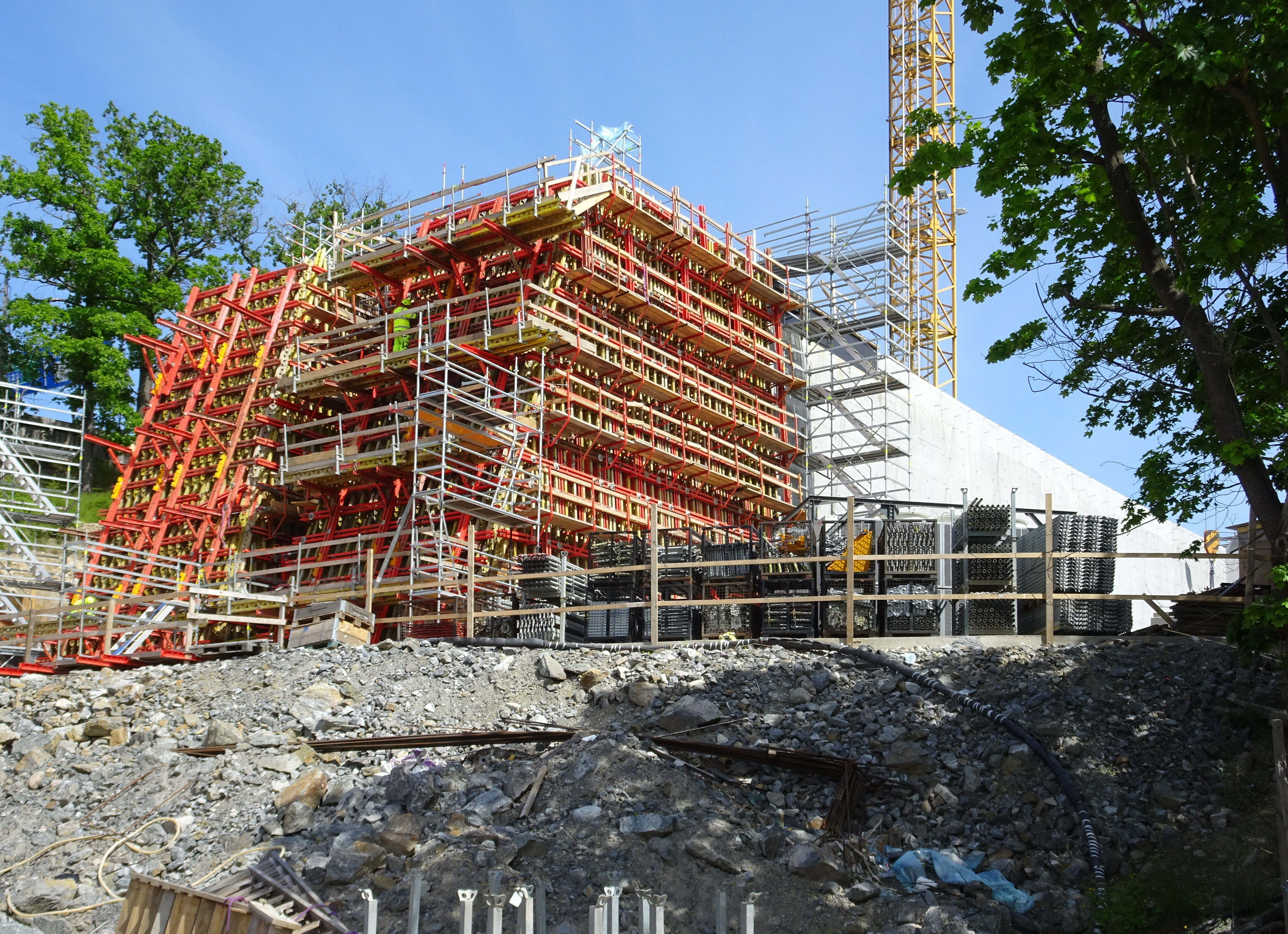
Östra brofästet i juni 2022.